# Бернери ан Рец
Бернери ан Рец (фр. Bernerie-en-Retz) насеље је и општина у западној Француској у региону Лоара, у департману Атлантска Лоара која припада префектури Сен Назер.
По подацима из 2011. године у општини је живело 2586 становника, а густина насељености је износила 425,33 становника/km². Општина се простире на површини од 6,08 km². Налази се на средњој надморској висини од 24 метара (максималној 47 m, а минималној 0 m).

## Демографија
| 1962. | 1968. | 1975. | 1982. | 1990. | 1999. | 2011. |
| ----- | ----- | ----- | ----- | ----- | ----- | ----- |
| 1.593 | 1.683 | 1.735 | 1.799 | 1.828 | 2.139 | 2.586 |

График промене броја становника у току последњих година